# Pau pra Toda Obra
"Pau pra Toda Obra" é o décimo terceiro episódio da primeira temporada da sitcom brasileira Sob Nova Direção, protagonizada por Heloísa Perissé e Ingrid Guimarães, e exibida pela Rede Globo no dia 25 de julho de 2004. Após o piloto de final de ano exibido no dia 28 de dezembro de 2003, a série foi escolhida pela Rede Globo para fazer parte de sua programação, sendo encomendados 35 episódios exibidos sempre nas noites de domingo, após o Fantástico.
O episódio "Pau pra Toda Obra" foi escrito pelos autores frequentes Bernardo Jablonski, Elisa Palatnik e Marcelo Saback, e conta com a participação especial de Thiago Lacerda. No episódio, Thiago interpreta Pedro,  um malandro que se passa por pedreiro para enrolar Pit e Belinha e ganhar dinheiro. Após inúmeras provas de sua incompetência, Belinha e Pit tentam demiti-lo, mas acabam tendo caso com ele, sem que uma saiba da outra, o que gera uma série de confusões.

## Gravação e exibição
No dia 30 de junho de 2004, o episódio "Pau pra Toda Obra", dirigido por Mauro Farias e Roberto Farias, foi gravado. O ator Thiago Lacerda foi escolhido para fazer uma participação no episódio. Thiago afirmou: "Acho muito difícil fazer comédia. Tem que ter dom, um timing que só comediante tem. Para mim é um desafio. Aqui a brincadeira é a grande regra do jogo. E como o elenco se diverte fazendo esse programa." O episódio estava previsto para ser exibido no dia 18 de julho de 2004, uma semana após o episódio "Mulher de Amigo Meu pra Mim é um Saco", mas devido ao jogo do Brasil contra o México na Copa América, o episódio foi exibido no dia 25 de julho de 2004.

## História

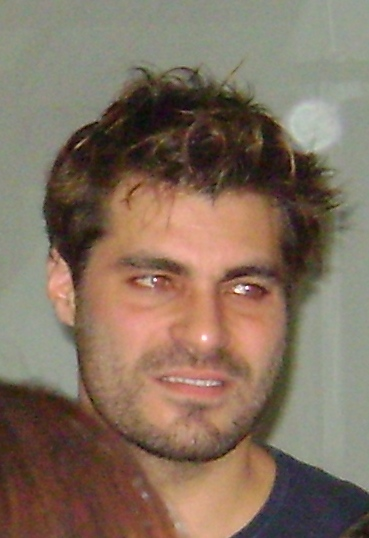
Thiago Lacerda interpreta um malandro que se passa por um pedreiro no episódio.

Exibido no dia 25 de julho de 2004, "Pau pra Toda Obra" inicia com Horácio (Otávio Muller) chegando ao "Espaço Pit-Bela" e descobrindo por Franco (Luiz Carlos Tourinho) e Moreno (Luis Miranda) que o bar está sem água e avisam que colocaram um anúncio de um pedreiro. No apartamento, Pit (Ingrid Guimarães) e Belinha (Heloísa Perissé) estão tentando dar um jeito em seus cabelos, após os lavarem com cerveja, devido à falta de água. Ao descerem para o bar, as duas se deparam com Pedro, que ao avistar o anúncio, se candidata à vaga de pedreiro e as duas, ao perceberem o charme do rapaz, contratam o rapaz. Em seguida, Pedro se mostra um malandro, que está sem grana e precisa dela para pagar algumas dívidas. Ao começar a trabalhar no bar, Pedro começa a mandar nos três ajudantes, Horácio, Franco e Moreno, e ao pensar ter descoberto o cano aberto, acaba furando a banheira onde Belinha estava tomando banho. No dia seguinte, as duas começam a desconfiar de sua incompetência quando tudo em seu apartamento começa a danificar. Belinha decide que Pit irá dispensá-lo, mas ao chegar para conversar com Pedro, ela acaba sendo seduzida por ele e não o dispensa, após receber uma cantada dele, que pede segredo sobre o caso dos dois. Pit retorna dizendo que não conseguiu dispensá-lo, e Belinha é incumbida de fazer o mesmo. Ao chegar ao local, Belinha, mais decidida começa a criticar o serviço de Pedro, mas após receber uma cantada do mesmo, ela caiu no papo dele e também começa a ter um romance secreto com ele. Belinha retorna e confessa que não o dispensou, alegando que resolveu dar uma chance ao "pedreiro".
Após ordem de Pedro, Pit e Belinha vão à uma loja de materiais de construção e se veem perdidas ao efetuar as compras. Enquanto isso no bar, Pedro continua explorando seus ajudantes. Ao chegar no bar, as duas continuam admirando Pedro, quase revelando o caso que ambas têm com ele. Enquanto Belinha expulsa as garotas que estavam observando ele trabalhando, Pit marca de se encontrar com Pedro num restaurante. Belinha, por sua vez, também marca um encontro com ele, no mesmo restaurante e no mesmo horário. Ao chegar no restaurante, as duas se encontram e tentam disfarçar a coincidência. Belinha recebe um telefonema de Pedro no restaurante, enquanto Pit recebe um bilhete dele. No bilhete para Pit, ele marca de se encontrar com ela de madrugada no banheiro do bar, já para Belinha ele marca de vê-la duas horas após o encontro com Pit, no mesmo local. Após os respectivos encontros, Pedro chega tarde ao serviço, e começa a colocar as suas patroas para trabalhar em seu lugar. Após descansar no apartamento das meninas, Pedro é acordado por Belinha, que insiste em dormir com ele, que sugere que os dois tenham uma rapidinha no banheiro. Pit, por sua vez, cansada e com objetivo de achar o entupimento, acaba flagrando Belinha e Pedro no banheiro. Ao descobrir o caso dos dois e o quão malandro Pedro era, elas o despedem e acabam trabalhando junto a Franco, Horácio e Moreno para arrumar o bar. No fim do episódio, as duas se encantam com um chaveiro que chega ao bar procurando serviço, mas seus amigos o despedem para que não ocorra o mesmo que aconteceu com Pedro.